# 규소
규소(硅素) 또는 실리콘(←영어: Silicon)은 화학 원소로 기호는 Si(←라틴어: Silicium 실리키움[*]), 원자 번호는 14이다. 4가 준금속으로 탄소보다는 반응성이 떨어지고 저마늄보다는 반응성이 크다.
지구의 지각에서 산소 다음으로 많은 원소로 전체 질량의 27.7%를 차지하며, 우주에서는 질량 기준으로 8번째로 많이 존재하는 원소이다. 지구에서는 점토나 모래, 석영, 장석, 화강암 등의 형태로 산출되며, 주로 이산화규소나 규산염 상태를 하고 있다. 대부분 반도체의 주성분이며, 이산화규소나 규산염의 형태로 유리, 세라믹, 시멘트 등의 주성분을 이루고 있다. 실리콘 수지의 주성분이기도 하다. 현대에 와서는 반도체 제조에 핵심적으로 쓰이나, 대부분은 철 제련, 알루미늄 주조, 실리카겔 제조 등에 사용된다.
대부분의 생명체 내에서는 미량 존재하지만 필수적인 역할을 수행하며, 특히 해면 등 일부 해양 생물의 경우 규소 화합물로 이루어진 골격을 가지고 있다.

## 특성

### 물리적 특성
규소는 실온에서 고체 상태로 존재하며, 녹는점은 1414°C, 끓는점은 3265°C로 비교적 높은 편이다. 고체 상태일 때보다 액체 상태일 때 밀도가 더 높으며, 물처럼 응고하면 부피가 더 커지는 성질이 있다. 열전도율은 149W·m−1·K−1로 비교적 높은 편이므로 단열 목적으로는 사용하지 않는다.
순수한 규소는 금강석과 같은 등축정계 구조로 이때 회색의 금속성 광택을 띤다. 상당히 단단하지만 부서지기 쉬운데, 이는 저마늄과 비슷하다. 다른 14족 원소들처럼 원자가전자가 4개이며, 3p 오비탈에 6개의 전자 중 2개를 채우고 있다.
또한, 규소는 반도체의 성질을 나타내는데 전기 저항과 온도가 반비례하는 성질을 보인다. 이는 저항에 비례하여 자유 전자들이 더 많이 생겨나기 때문이다. 압전 효과로 인해 규소 단결정에 압력을 가하면 그 저항 값이 크게 달라지기도 한다.

### 화학적 특성
규소는 다른 원자와 공유할 수 있는 원자가전자가 4개인 준금속 원소로, 다양한 화학 결합을 할 수 있다. 탄소와 비슷하게 주로 4개의 결합을 가지므로 적절한 조건 하에서 다양한 화합물을 만들 수 있다. 그러나 탄소와 달리 전자를 추가로 더 공유하여 5개나 6개의 결합을 이루기도 한다. 4가 규소 화합물은 비교적 반응성이 낮아 질산과 불산을 제외한 대부분의 산과 반응하지 않으나, 묽은 염기나 할로젠 원소에는 반응한다.

### 인체에 미치는 영향
규소 화합물의 미세한 분말은 폐에 축적되어 진폐증을 유발할 수 있으며, 눈, 피부, 호흡기 등에 자극을 줄 수 있다. 또, 규소 화합물의 일종인 실레인(SiH4)은 전신에 치명적인 독성을 나타낼 수도 있다.

## 동위 원소
규소는 자연에 3가지의 안정한 동위 원소(28Si, 29Si, 30Si)가 존재한다. 이들 중 28Si이 92%로 가장 많이 존재하는 동위 원소이며, 고순도의 28Si는 킬로그램의 정의를 새로 정의하는 데 사용한다. 29Si는 주로 핵자기 공명 분광 분석기나 전자 스핀 공명 장치 등에 사용한다. 이들 외에 원자량 22에서 44 사이에 20가지의 방사성 동위 원소가 발견되었으며, 이들 중 가장 안정한 것은 32Si와 31Si로 반감기가 각각 170년과 157.3분이다. 나머지 방사성 동위 원소들은 모두 반감기가 7초 미만이다. 핵 이성질체는 아직까지 발견된 바 없다.

## 존재
규소는 질량 기준으로 지각의 27.7%를 차지하며, 산소 다음으로 많이 존재하는 원소이다. 주로 규산염 광물이나 이산화 규소 형태로 존재하며, 순수한 형태로 발견되는 일은 극히 드물다. 이들 중 규소, 산소 및 다양한 금속 원소들의 화합물로 이루어진 규산염 광물은 지각 전체 질량의 90% 가량을 차지한다. 이는 초신성 폭발로 인해 생성되는 원소들 중 규소는 가장 흔한 고체 원소이며 산소는 가장 흔한 비금속 원소이기 때문이다. 이후 태양계에서 원시 행성들이 생성되고 진화할 때 높은 온도로 인해 두 원소가 잘 결합하여 규산염 광물이 다량 형성되었고, 이들이 나중에 지구를 포함하여 내행성이 되는 행성들의 대부분을 이루게 된 것으로 추정된다. 또, 원시 지구에서 철, 니켈 등 다른 금속 원소들은 규산염보다 밀도가 크기 때문에 지구의 핵으로 가라앉아 현재의 지구와 같은 모습이 되었다고 추정된다.
지구에 떨어지는 운석들의 대부분을 차지하는 석질운석을 구성하는 원소이기도 하다.

## 역사
1787년 프랑스의 과학자 앙투안 라부아지에가 처음으로 규소에 대한 연구를 시작하였다. 그는 더 이상 분해할 수 없는 물질을 ‘원소’로 정의하고 당시 기술로는 분해가 되지 않던 규소 산화물인 실리카를 원소로 보았다. 1808년에는 험프리 데이비가 순수한 규소를 얻으려는 시도를 하고 ‘실리시움(silicium)’이라는 이름을 붙였다. 1823년에는 베르셀리우스가 플루오린, 칼륨, 규소의 화합물에서 순수한 형태의 규소를 얻어냈고, 최초로 이 원소를 발견한 공로를 차지했다.

## 용도

### 화합물
실용적인 용도로 사용되는 규소의 대부분은 순수한 형태로 정제하는 과정을 거치지 않고 자연에서 발견되는 화합물을 약간 처리하여 사용한다. 지각의 90%는 주로 규소와 산소의 화합물로 이루어진 규산염으로 되어 있다. 이들은 종종 금속 이온들을 포함하고 있는데, 실용적인 목적으로 사용할 때는 이들을 거의 그대로 사용하여 건축 자재, 도자기, 세라믹, 유리 등의 제조에 사용된다.
또, 결합하고 있는 원자가 산소가 아닌 수소나 탄소 등으로 대체되는 경우가 있는데 이들은 다른 규소 원자들과 결합을 형성하고 중합체를 이루어 다양한 종류의 실리콘(silicon)이나 유리, 유기 화합물 등을 만드는데 사용된다. 이들은 방수성, 탄력성, 화학 반응에 대한 저항성 등을 가지고 있는 경우가 많으므로 대개 방수 처리, 조형물 제조, 윤활유, 광택제 등에 사용되며, 최근에는 가슴 성형의 보형물, 콘택트 렌즈, 폭발물 등에도 사용되는 경우가 있다.

### 전자 제재
자연에서는 규소가 순수한 형태로 발견되는 일이 드물기 때문에 전체 규소 생산량의 약 15% 정도만이 순수한 형태로 분리되어 반도체 등 각종 전자제품의 부품으로 이용되며, 규소 단결정으로 성장시켜 정밀한 회로에 이용하는 것은 5% 가량이다. 그러나 이들이 경제에서 차지하는 비중은 그 생산량에 비해 매우 크다.
순수한 규소 단결정은 반도체 산업에 주로 사용되는 규소 웨이퍼를 생산하는데 이용되며, 이들은 정밀한 전자 제품의 회로에 사용한다. 그러나 순수한 규소는 전기 전도도가 낮고 저항이 매우 큰 반도체이기 때문에 바로 사용하지 않고 붕소나 인 같은 다른 원소들을 소량 첨가한다. 이들은 양공을 추가하거나 남는 전자를 만들어 세기를 제어할 수 있기 때문에 규소 반도체의 전기 전도도를 높여주는 역할을 한다. 따라서 이들은 트랜지스터, 태양 전지, 각종 반도체 제품 등에 중요하게 사용한다.

## 생물학적 역할
규산염 광물이 지구상에 매우 풍부한 만큼 규소도 매우 흔한 원소지만 규소를 사용하는 생명체의 수는 적다. 일부 해양 생물은 규소의 유기 화합물을 이용해 골격을 구성하며, 벼와 같은 식물은 규소가 있어야 성장할 수 있다.
또, 규소는 엘라스틴과 콜라겐의 합성에 필수적인데 동물의 대동맥에는 엘라스틴이 많이 함유되어 있으므로 규소도 비교적 많이 포함되어 있다.

## 같이 보기
- 단결정 실리콘
- 다결정 실리콘